# Josias de Backer
Josias de Backer (Axel, 17 augustus 1787 – Goes, 23 augustus 1850) was een Nederlands politicus en jurist. Het liberale Tweede Kamerlid De Backer was afkomstig uit Zeeuws-Vlaanderen.

## Loopbaan
Josias de Backer studeerde Romeins en hedendaags recht in Leiden (1805-1811) en promoveerde op stellingen. Hij was rechter en officier van justitie in Goes. De Backer was in 1815 rechter in de rechtbank van eerste aanleg in Goes, daarna was hij tot aan zijn overlijden officier van justitie. In 1840 maakte hij deel uit van de Dubbele Kamer en was aansluitend Tweede Kamerlid. In 1844 steunde hij het Voorstel der Negenmannen. Hij was lid van de Provinciale Staten van Zeeland voor de landelijke stand van 1822 tot 1840, waarna hij buitengewoon lid van de Tweede Kamer werd voor de provincie Zeeland. Daarna was hij lid van de Tweede Kamer van 1840 tot 18 september 1848.

## Leven
Josias de Backer was afkomstig uit het Zeeuwse patriciaat en was een zoon van Gerardus Magnus de Backer, ambachtsheer van Axel, en Johanna Maria Paulus. Hij huwde in 1816 met Elisabeth Cristina Alvarez en had drie kinderen.
- Biografisch Portaal: 48849166
- Parlement.com: vg09llr2bzy2